# Monte San Vito
Monte San Vito là một đô thị ở tỉnh Ancona trong vùng Marche, nằm cách 20 km về phía tây của Ancona. Tại thời điểm ngày 31 tháng 12 năm 2004, đô thị này có dân số 5.959 và diện tích là 21,6 km².
Đô thị Monte San Vito có các frazioni (các đơn vị trực thuộc, chủ yếu là các làng) Borghetto, Le Cozze, và Santa Lucia.
Monte San Vito giáp các đô thị sau: Chiaravalle, Jesi, Monsano, Montemarciano, Morro d'Alba, San Marcello, Senigallia.